# Nassoumbou
Nassoumbou là một tổng thuộc Soum (tỉnh) ở tây bắc Burkina Faso. Thủ phủ là thị xã Nassoumbou.